# Бажання

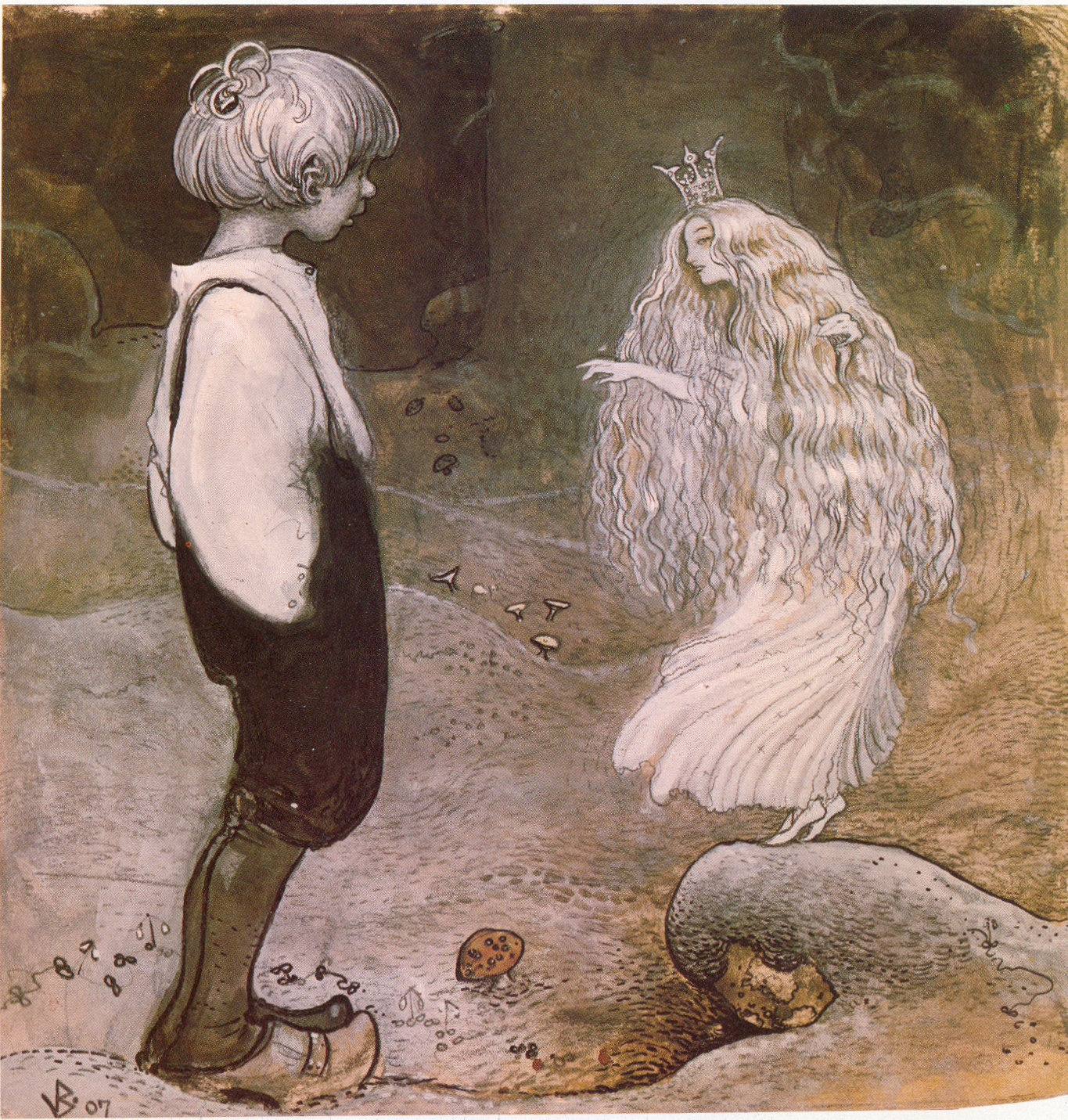
Фея, яка виконує бажання, ілюстрація Йона Бауера до книги Альфреда Смедберґа «Сім бажань».

Бажа́ння — це надія чи прагнення чогось. У художній літературі бажання можуть використовуватися як сюжетний засіб. У фольклорі іноді використовується тема можливості «загадати бажання» чи можливості «здійснитись» або «виконатися».

## У художній літературі
У художній літературі бажання — надприродна вимога, що пред'являється одержувачу в необмеженому обсязі. Коли бажання є центром казки, воно зазвичай є шаблоном для мораліте: «будь обережний у своїх бажаннях»; воно також може бути невеликою частиною казки, у цьому випадку воно часто використовується як сюжетний засіб. Можна загадати безліч бажань, зокрема, загадати бажання в колодязі, на кульбабах, якщо здути насіння або підпалити їх, на зірках та багато іншого. Коли загадують бажання в колодязь, у нього кидають монетку, і той, хто кидає, беззвучно загадує бажання, сподіваючись, що воно збудеться.
Шаблоном для вигаданих бажань може служити «Тисяча й одна ніч», зокрема, казка про Аладдіна, хоча в казці реальні бажання були лише частиною. Крім того, вимоги Аладдіна, хоч і обурливі, були переважно варіаціями на тему багатства (яке досі часто сприймається як найпоширеніше бажання). Класично виконавцем бажань часто є дух, джин або подібна сутність, яка пов'язана або обмежена всередині звичайного предмета (наприклад, олійної лампи Аладдіна) або контейнера, закритого печаткою Соломона. Звільнення сутності її обмежень, зазвичай шляхом якоїсь простої дії, дозволяє власнику предмета загадати бажання.
Деякі бажання виконуються просто так. Бажання матері Білосніжки мати гарну дитину могло бути випадковістю, але бажання батька в «Семи воронах» перевтілює його сімох синів на воронів, так само як бажання матері у «Вороні» перевтілює її дочку. Кількість бажань, що виконуються, різна. В оригінальній казці в Аладдіна їх було необмежена кількість, але в діснеївському фільмі 1992 їх число було обмежено трьома бажаннями. Як і в казці Шарля Перро «Химерні бажання», три бажання — найпоширеніше, але можуть бути виконані й інші, щоби відповідати обмеженням казки. Декілька авторів придумали варіації на тему «бажай більше бажань», хоча деякі автори не допускають цього, вважаючи це обманом.
У багатьох історіях формулювання бажання має величезне значення. Наприклад, персонажі часто говорять: «я хотів би бути багатим». Це формулювання можна сприймати буквально: бажання здійснюється так, що свого часу бажаючий був багатий, але тепер не багатий. Якщо сказати: «я бажаю бути багатим», то оскільки «бути» стосується або до сьогодення, або до майбутнього, вони стануть багатими.
Поширеною проблемою є те, що виконавець бажання або буквально, або за злим наміром виконує прохання у такий спосіб, щоби заподіяти максимальне страждання (наприклад, прохання про багатство виконується через спадкування/страхування після смерті близької людини). Деякі автори також намагалися використати підхід «завжди напоготові»: необережне вживання слова «бажання» у повсякденній розмові, що часто призводить до неприємних наслідків.

## На практиці

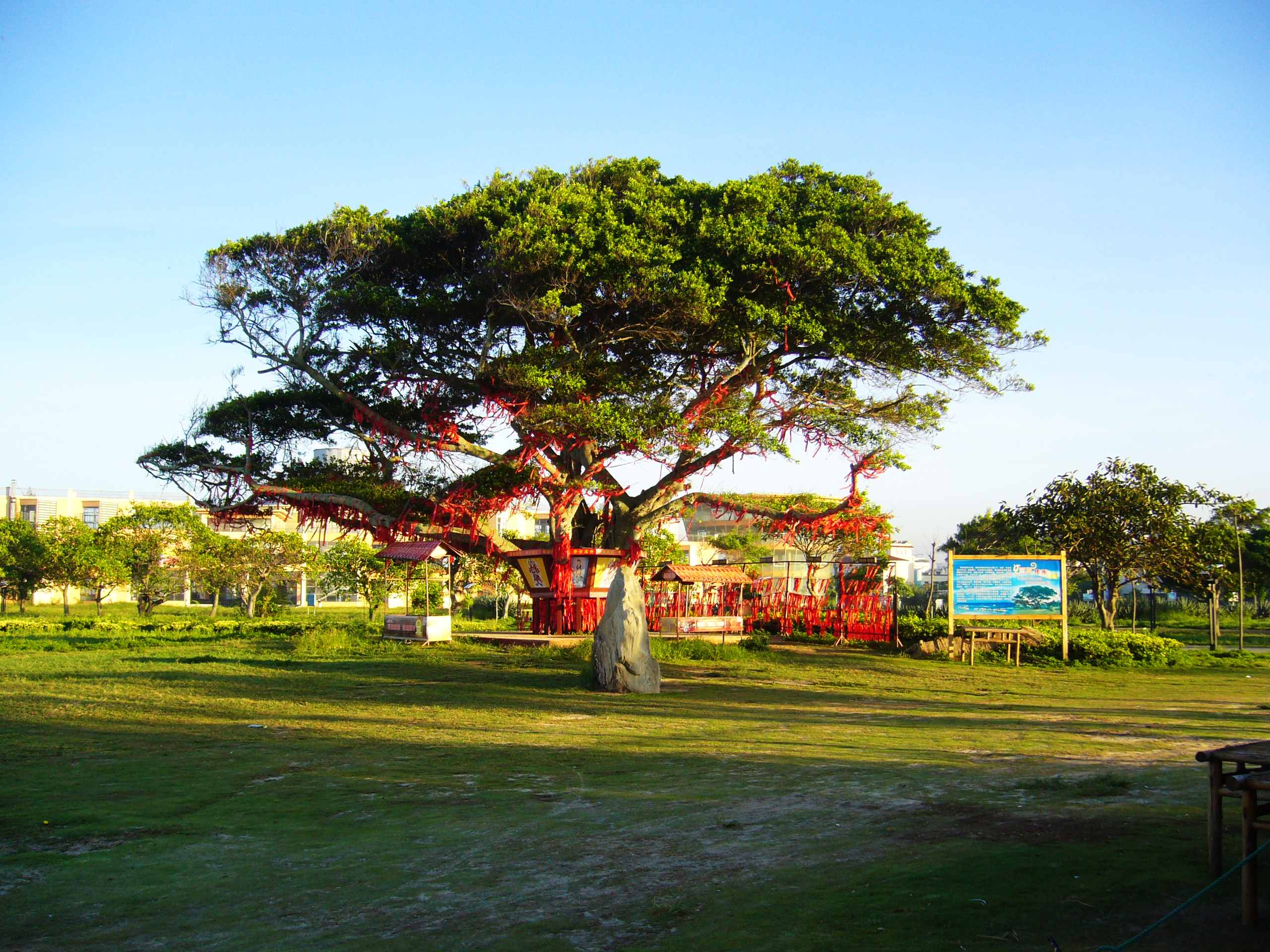
Побажання, написані на червоних стрічках і прив'язані до дерева в Бейхаї, Гуансі, Китай.

У деяких культурах існують звичаї, пов'язані з виконанням бажань, наприклад, задування свічок на святковому торті, молитва, нічна поява падучої зірки, кидання монетки в колодязь бажань або фонтан, ламання кістки приготовленої індички, здування кульбаби. Багато хто вважає, що такі бажання можуть здійснитися лише в тому випадку, якщо вони зберігаються таємно від інших людей. Інші, навпаки, вважають, що бажання здійснюються лише в тому випадку, якщо їх розповідають комусь іншому.

## У релігії
У християнстві, особливо в римсько-католицькій, лютеранській та англіканській деномінаціях, віруючі моляться дев'ятницями, щоб попросити про ласку, яку вони хочуть отримати.
В індуїзмі, буддизмі і джайнізмі вважається, що дерева калпаврикши колись мали здатність виконувати бажання. Камінь Чінтамані індуїстсько-буддійського походження вважається аналогом філософського каменю західної алхімії і також вважається, що він здатний виконувати будь-які бажання.